# ハッサン・アフンド
ムッラー・ムハンマド・ハッサン・アフンド（パシュトー語: محمد حسن اخوند、Mullah Mohammad Hassan Akhund）はアフガニスタンの軍人・政治家。
ターリバーンの共同創設者の一人で、アフガニスタンの暫定政権における首相。日本ではアフンド師と呼ばれることが多い。

## 来歴
アフガニスタン南部カンダハール州のShahWalikot郡またはPanjwayi郡で誕生した。出生年は国連の推定によると1945-1950年あるいは1955-1958年であるが、正確な記録はない。
1979年から始まったソ連のアフガニスタン侵攻までアフガニスタン各地で神学教育を受けていた。
1996年、カーブルを制圧したターリバーンはアフガニスタン・イスラム首長国（タリバン政権）を樹立し、副首相代行に任命された。
2001年、ターリバーン政権が米国主導の軍事侵攻で崩壊してからは、ラーバリシューラあるいはクエッタシューラと呼ばれるターリバーン指導部で指導的役割を果たした。
2021年9月7日、アクンザダ師により、ターリバーンの暫定政権において首相に任命された。
2023年5月、体調の悪化により故郷カンダハールに戻り職務から離れた。同年7月17日、治療を終えてカーブルに戻り首相に復帰した。